# بطولة كأس العالم للسيدات تحت 19 سنة 2002
بطولة العالم لكرة القدم للسيدات تحت 19 سنة 2002 أقيمت من 17 أغسطس إلى 1 سبتمبر. كانت هذه أول بطولة للشابات تقيمها الاتحاد الدولي لكرة القدم. تم استضافة البطولة من قبل كندا. منحت الفيفا البطولة لكندا في مارس 2001. استضافت ثلاث مدن البطولة، إدمونتون، فانكوفر، وفيكتوريا.

## الفرق المؤهلة
| الكونفدرالية (القارة)                    | البطولة المؤهلة                                 | المتأهلون                      |
| ---------------------------------------- | ----------------------------------------------- | ------------------------------ |
| الاتحاد الآسيوي لكرة القدم - آسيا        | بطولة آسيا للنساء تحت 19 سنة لكرة القدم 2002    | اليابان تايبيه الصينية         |
| الاتحاد الإفريقي لكرة القدم - إفريقيا    | بطولة إفريقيا للسيدات تحت 19 سنة 2002           | نيجيريا                        |
| كونكاكاف - الأمريكيتين ومنطقة الكاريبي   | البلد المضيف                                    | كندا                           |
| كونكاكاف - الأمريكيتين ومنطقة الكاريبي   | بطولة تصفيات كونكاكاف للسيدات تحت 19 سنة 2002   | الولايات المتحدة المكسيك       |
| كونميبول - أمريكا الجنوبية               | تصفيات كونميبول تحت 19 سنة 2002                 | البرازيل                       |
| اتحاد أوقيانوسيا لكرة القدم - أوقيانوسيا | بطولة تصفيات أوقيانوسيا للسيدات تحت 19 سنة 2002 | أستراليا                       |
| الاتحاد الأوروبي لكرة القدم - أوروبا     | بطولة أوروبا للسيدات تحت 19 سنة 2002            | ألمانيا فرنسا الدنمارك إنجلترا |

## مرحلة المجموعات

### المجموعة أ
| الفريق   | النقاط | لعب | فوز | تعادل | خسارة | الأهداف المسجلة | الأهداف المستقبلة | فرق الأهداف |
| -------- | ------ | --- | --- | ----- | ----- | --------------- | ----------------- | ----------- |
| كندا     | 9      | 3   | 3   | 0     | 0     | 9               | 2                 | +7          |
| اليابان  | 4      | 3   | 1   | 1     | 1     | 3               | 6                 | −3          |
| الدنمارك | 3      | 3   | 1   | 0     | 2     | 5               | 6                 | −1          |
| نيجيريا  | 1      | 3   | 0   | 1     | 2     | 2               | 5                 | −3          |

| كندا                            | 3–2     | الدنمارك                        |
| ------------------------------- | ------- | ------------------------------- |
| سينكلير 15' · رو 68' · لانغ 80' | (تقرير) | راسموسن 51' · ستنفت-هيربينغ 53' |

| نيجيريا     | 1–1     | اليابان  |
| ----------- | ------- | -------- |
| إيواغوو 36' | (تقرير) | سودو 26' |

| الدنمارك         | 2–1     | نيجيريا     |
| ---------------- | ------- | ----------- |
| راسموسن 28'، 47' | (تقرير) | أويوسوي 76' |

| اليابان | 0–4     | كندا                            |
| ------- | ------- | ------------------------------- |
|         | (تقرير) | سينكلير 9'، 45' · لانغ 53'، 69' |

| الدنمارك | 1–2     | اليابان       |
| -------- | ------- | ------------- |
| ينسن 5'  | (تقرير) | أونو 67'، 73' |

| نيجيريا | 0–2     | كندا             |
| ------- | ------- | ---------------- |
|         | (تقرير) | سينكلير 25'، 69' |

### المجموعة ب
| الفريق   | النقاط | المباريات | فوز | تعادل | خسارة | الأهداف مع | الأهداف ضد | فرق الأهداف |
| -------- | ------ | --------- | --- | ----- | ----- | ---------- | ---------- | ----------- |
| البرازيل | 9      | 3         | 3   | 0     | 0     | 10         | 3          | +7          |
| ألمانيا  | 6      | 3         | 2   | 0     | 1     | 5          | 2          | +3          |
| فرنسا    | 3      | 3         | 1   | 0     | 2     | 2          | 7          | −5          |
| المكسيك  | 0      | 3         | 0   | 0     | 3     | 5          | 10         | −5          |

| جير            | 2–0     | فرا |
| -------------- | ------- | --- |
| ميتاغ 39'، 90' | (تقرير) |     |

| مكسيك                                           | 3–5     | البرازيل                                                    |
| ----------------------------------------------- | ------- | ----------------------------------------------------------- |
| ريكو 8' (ركلة جزاء) · ووربيس 66' · مارتينيز 74' | (تقرير) | دانييلا 6'، 14' · تاتيانا 30' · كيلي 60' · ريناتا كوستا 65' |

| فرا                   | 2–1     | مكسيك      |
| --------------------- | ------- | ---------- |
| راموس 21' · أبيلي 39' | (تقرير) | ووربيس 15' |

| البرازيل | 1–0     | جير |
| -------- | ------- | --- |
| كيلي 60' | (تقرير) |     |

| فرا | 0–4     | البرازيل                           |
| --- | ------- | ---------------------------------- |
|     | (تقرير) | مارتا 44'، 63'، 73' · كرستياني 62' |

| مكسيك      | 1–3     | جير                              |
| ---------- | ------- | -------------------------------- |
| ووربيس 24' | (تقرير) | مولر 33' · برندل 61' · ميتاغ 86' |

### المجموعة ج
| الفريق           | النقاط | لعب | فوز | تعادل | خسارة | له | عليه | فرق الأهداف |
| ---------------- | ------ | --- | --- | ----- | ----- | -- | ---- | ----------- |
| الولايات المتحدة | 9      | 3   | 3   | 0     | 0     | 15 | 1    | +14         |
| أستراليا         | 4      | 3   | 1   | 1     | 1     | 5  | 5    | 0           |
| إنجلترا          | 4      | 3   | 1   | 1     | 1     | 5  | 5    | 0           |
| تايوان           | 0      | 3   | 0   | 0     | 3     | 1  | 15   | −14         |

| الولايات المتحدة                                         | 5–1     | إنجلترا  |
| -------------------------------------------------------- | ------- | -------- |
| تاربلي 37' · أوسبورن 39' · أورايلي 44' · ويلسون 64'، 74' | (تقرير) | وارد 47' |

| تايوان | 1–5     | أستراليا                                              |
| ------ | ------- | ----------------------------------------------------- |
| لو 84' | (تقرير) | كروفورد 30'، 78' · نيلسون 38' · كانولي 85' · هارش 87' |

| إنجلترا                               | 4–0     | تايوان |
| ------------------------------------- | ------- | ------ |
| ماجز 20' · هيكموت 26' · وارد 47'، 85' | (تقرير) |        |

| أستراليا | 0–4     | الولايات المتحدة                            |
| -------- | ------- | ------------------------------------------- |
|          | (تقرير) | ويلسون 14'، 79' · أوسبورن 74' · أورايلي 81' |

| إنجلترا | 0–0     | أستراليا |
| ------- | ------- | -------- |
|         | (تقرير) |          |

| الولايات المتحدة                                                              | 6–0     | تايوان |
| ----------------------------------------------------------------------------- | ------- | ------ |
| كاكاديلاس 3' · تاربلي 10'، 43' · بوهلر 34' (ركلة جزاء) · هانكس 48' · إبنر 59' | (تقرير) |        |

## جولة خروج المغلوب
كل الأوقات محلية.
|  | ربع النهائي         | ربع النهائي         |                     |       | نصف النهائي                | نصف النهائي                |  |  | النهائي | النهائي |
|  |                     |                     |                     |       |                            |                            |  |  |         |         |
|  | 24 أغسطس – فانكوفر  |                     |                     |       |                            |                            |  |  |         |         |
|  |                     |                     |                     |       |                            |                            |  |  |         |         |
|  | البرازيل            | 4                   |                     |       |                            |                            |  |  |         |         |
|  | البرازيل            | 4                   | 29 أغسطس – إدمونتون |       |                            |                            |  |  |         |         |
|  | أستراليا            | 3                   |                     |       |                            |                            |  |  |         |         |
|  | أستراليا            | 3                   | البرازيل            | 1 (3) |                            |                            |  |  |         |         |
|  | 25 أغسطس – إدمونتون |                     | البرازيل            | 1 (3) |                            |                            |  |  |         |         |
|  |                     | كندا (ج.)           | 1 (4)               |       |                            |                            |  |  |         |         |
|  | كندا                | كندا (ج.)           | 1 (4)               | 6     |                            |                            |  |  |         |         |
|  | كندا                |                     | 1 سبتمبر – إدمونتون | 6     |                            |                            |  |  |         |         |
|  | إنجلترا             | 2                   |                     |       |                            |                            |  |  |         |         |
|  | إنجلترا             | 2                   | كندا                | 0     |                            |                            |  |  |         |         |
|  | 25 أغسطس – فيكتوريا |                     | كندا                | 0     |                            |                            |  |  |         |         |
|  |                     | الولايات المتحدة    | 1                   |       |                            |                            |  |  |         |         |
|  | الولايات المتحدة    | الولايات المتحدة    | 1                   | 6     |                            |                            |  |  |         |         |
|  | الولايات المتحدة    | 29 أغسطس – إدمونتون |                     | 6     |                            |                            |  |  |         |         |
|  | الدنمارك            | 0                   |                     |       |                            |                            |  |  |         |         |
|  | الدنمارك            | 0                   | الولايات المتحدة    | 4     |                            |                            |  |  |         |         |
|  | 25 أغسطس – إدمونتون |                     | الولايات المتحدة    | 4     |                            |                            |  |  |         |         |
|  |                     | ألمانيا             | 1                   |       | مباراة تحديد المركز الثالث | مباراة تحديد المركز الثالث |  |  |         |         |
|  | اليابان             | ألمانيا             | 1                   | 1     | مباراة تحديد المركز الثالث | مباراة تحديد المركز الثالث |  |  |         |         |
|  | اليابان             |                     | 1 سبتمبر – إدمونتون | 1     |                            |                            |  |  |         |         |
|  | ألمانيا             | 2                   |                     |       |                            |                            |  |  |         |         |
|  | ألمانيا             | 2                   | البرازيل            | 1 (3) |                            |                            |  |  |         |         |
|  |                     |                     |                     |       |                            |                            |  |  |         |         |
|  | ألمانيا (ج.)        | 1 (4)               |                     |       |                            |                            |  |  |         |         |
|  | ألمانيا (ج.)        | 1 (4)               |                     |       |                            |                            |  |  |         |         |

### ربع النهائي
| البرازيل                                | 4–3 (بعد الوقت الإضافي) | أستراليا                                          |
| --------------------------------------- | ----------------------- | ------------------------------------------------- |
| مارتا 4'، 45' · كيلي 42' · دانييلا 100' | تقرير                   | رويتر 34' · كروفورد 51' · كورالاي 59' (ركلة جزاء) |

| كندا                                               | 6–2   | إنجلترا               |
| -------------------------------------------------- | ----- | --------------------- |
| سينكلير 5'، 36'، 52'، 90+1'، 90+3' · ثورلاكسون 45' | تقرير | ماغز 65' · ويستود 80' |

| اليابان  | 1–2 (بعد الوقت الإضافي) | ألمانيا             |
| -------- | ----------------------- | ------------------- |
| أونو 44' | تقرير                   | بريسونيك 90+3'، 94' |

| الولايات المتحدة                                     | 6–0   | الدنمارك |
| ---------------------------------------------------- | ----- | -------- |
| أورايلي 11'، 27' · ويلسون 23'، 47'، 68' · تاربلي 57' | تقرير |          |

### نصف النهائي
| البرازيل      | 1–1 (a.e.t.) | كندا        |
| ------------- | ------------ | ----------- |
| مارتا 69'     | تقرير        | روستاد 45+' |
| ركلات الترجيح |              |             |
|               | 3–4          |             |

| الولايات المتحدة                        | 4–1   | ألمانيا      |
| --------------------------------------- | ----- | ------------ |
| تاربلي 28' · ويلسون 30'، 45' · أوكس 86' | تقرير | بريسونيك 16' |

### مباراة تحديد المركز الثالث
| البرازيل      | 1–1   | ألمانيا   |
| ------------- | ----- | --------- |
| كريستياني 33' | تقرير | باخور 49' |
| ركلات الترجيح |       |           |
|               | 3–4   |           |

### النهائي
| كندا | 0–1 (a.s.d.e.t.) | الولايات المتحدة |
| ---- | ---------------- | ---------------- |
|      | تقرير            | تاربلي 109'      |

أسدت – بعد الوقت الإضافي للموت المفاجئ 

بس أو – ركلات الترجيح
| بطلات بطولة العالم للسيدات تحت 19 سنة لعام 2002 |
| ----------------------------------------------- |
| الولايات المتحدة للمرة الأولى                   |

## الجوائز
الجوائز التالية مُنحت للبطولة:
| الكرة الذهبية                | الكرة الفضية                 | الكرة البرونزية                |
| ---------------------------- | ---------------------------- | ------------------------------ |
| كندا كرستين سينكلير          | البرازيل مارتا               | الولايات المتحدة كيلي ويلسون   |
| الحذاء الذهبي                | الحذاء الفضي                 | الحذاء البرونزي                |
| كندا كرستين سينكلير          | الولايات المتحدة كيلي ويلسون | الولايات المتحدة ليندسي تاربلي |
| 11 أهداف                     | 9 أهداف                      | 6 أهداف                        |
| جائزة اللعب النظيف من الفيفا |                              |                                |
| اليابان                      |                              |                                |

### فريق كل النجوم
| حراس المرمى                             | المدافعون                                                                        | لاعبي الوسط                                                                                                 | المهاجمون |
| --------------------------------------- | -------------------------------------------------------------------------------- | --- | --- |
| كندا إرين مك ليود اليابان ميهو فوكوموتو | البرازيل داياني كندا كانداس شابمان إنجلترا جيسيكا رايت الولايات المتحدة جيل أوكس | البرازيل دانييلا كندا كارميلينا موسكاتو الدنمارك جوانا راسموسن ألمانيا ليندا بريسونيك نيجيريا إفييني شيجيني | البرازيل مارتا كندا كرستين سينكلير الولايات المتحدة هيذر أورايلي الولايات المتحدة ليندسي تاربلي الولايات المتحدة كيلي ويلسون |

## الهدافون
11 أهداف
- كندا كرستين سينكلير

9 أهداف
- الولايات المتحدة كيلي ويلسون

6 أهداف
- البرازيل مارتا
- الولايات المتحدة ليندسي تاربلي

4 أهداف
- الولايات المتحدة هيذر أورايلي

3 أهداف
- أستراليا هايلي كروفورد
- البرازيل دانييلا
- البرازيل كيلي
- كندا قرة لانغ
- الدنمارك جوانا راسموسن
- ألمانيا ليندا بريسونيك
- ألمانيا آنيا ميتاغ
- اليابان شنوبو أونو
- المكسيك غوادالوبي ووربيس

2 أهداف
- البرازيل كرستياني
- إنجلترا إيلين ماجز
- إنجلترا كيتي وارد
- الولايات المتحدة ليزلي أوسبورن

1 هدف
- أستراليا كاثرين كانولي
- أستراليا لانا هارتش
- أستراليا سيلين كورالي
- أستراليا أمبير نيلسون
- أستراليا كارلا رويتر
- البرازيل ريناتا كوستا
- البرازيل تاتيانا
- كندا ميشيل رو
- كندا كلير راستاد
- كندا كيتي ثورلاكستون
- الدنمارك ساندرا جنسن
- الدنمارك ماري سنتوفت-هيربينغ
- إنجلترا ميشيل هيكموت
- إنجلترا إميلي ويستود
- فرنسا كاميل أبيلي
- فرنسا إلودي راموس
- ألمانيا إيزابيل باشور
- ألمانيا أنيلي بريندل
- ألمانيا باربارا مولر
- اليابان أكيكو سودو
- المكسيك ليسيت مارتينيز
- المكسيك ميشيل ريكو
- نيجيريا أكودو إيواغوو
- نيجيريا أولوشولا أيويوسي
- تايبيه الصينية لو ين لينغ
- الولايات المتحدة ريتشل بويلر
- الولايات المتحدة ستيفاني إبنر
- الولايات المتحدة كيري هانكس
- الولايات المتحدة ميجان كاكاديلاس
- الولايات المتحدة جيل أوكس

## روابط خارجية
- بطولة العالم للسيدات تحت 19 سنة كندا 2002 فيفا، FIFA.com
- تقرير فيفا التقني (الجزء 1) و(الجزء 2)